# Bibliographie en sociologie du travail
 (août 2024).
- Si vous ne connaissez pas le sujet, laissez ce bandeau (vous pouvez alors contacter les auteurs).
- Si vous supprimez le contenu mis en cause (vous pouvez préalablement contacter les auteurs),

argumentez précisément cette suppression dans la page de discussion
(un manque de référence n'est pas un argument ; une recherche réelle de référence doit avoir été effectuée, être formellement documentée).

## Publications
- Haut – A
- B
- C
- D
- E
- F
- G
- H
- I
- J
- K
- L
- M
- N
- O
- P
- Q
- R
- S
- T
- U
- V
- W
- X
- Y
- Z

### A
- Marc Abelès, Un ethnologue à l'assemblée, Paris, Odile Jacob, 2001, 352 p. (ISBN 978-2-7381-0988-0)
- Xavier Albanel, « Le Chef d'établissement dans le système scolaire : portée et limites de la redéfinition d'une fonction et d'un espace », dans Daniel Filâtre, Gilbert de Terssac et alii (dir.), Les Dynamiques intermédiaires au cœur de l'action publique, Toulouse, Octares, 2005 (ISBN 2915346194), p. 99-109
- Norbert Alter, La Gestion du désordre en entreprise, Paris, L'Harmattan, 1999, 208 p. (ISBN 2-7384-8171-X, présentation en ligne)
- Norbert Alter, « La Lassitude de l'acteur de l'innovation », Sociologie du travail, no 4,‎ 1993, p. 447-468
- Isabelle Astier, « Droit à l'emploi et magistratures sociales : vers une politique des situations », Droit et société, nos 44-45,‎ 2000, p. 143-155
- Isabelle Astier, Revenu minimum et souci d'insertion, Paris, Desclée de Brouwer, 1997, 276 p. (ISBN 978-2-13-055715-9)

### B
- Cécile Baron, Marie-Christine Bureau, Éliane Le Dantec et Patrick Nivolle, « Les Intermédiaires de l’insertion », Dossier du centre d’études de l’emploi, no 1,‎ 1972
- Ulrich Beck, La société du risque, sur la voie d'une autre modernité, Paris, Aubier Flammarion, 2001, 521 p.
- Pierre Bauby et Jean-Claude Boual, Les services publics au défi de l’Europe, Paris, Les Éditions ouvrières, 1993, 142 p.
- Stéphane Beaud et Michel Pialoux, Violences urbaines, violence sociale : genèse des nouvelles classes dangereuses, Paris, Fayard, 2003, 425 p.
- Daniel Béhar et Philippe Estèbe, « Le Chef de projet et le sous-préfet à la ville », Espace et sociétés, nos 84-85,‎ 1996, p. 37-43
- (en) Richard Bellamy, Liberalism and Modern Society, The Pennsylvania State University Press, 1992
- Christian Bessy, La Contractualisation de la relation de travail, Paris, LGDJ, 2007
- X. Bezançon, Les services publics en France : du Moyen Âge à la Révolution, Paris, Presses de l'École nationale des ponts et chaussées, 1995, 440 p.
- Philippe Bezes, Gouverner l'administration : une sociologie des politiques de la réforme administrative en France, 1962-1997, vol. 1 à 3, Fondation Nationale des Sciences Politiques, 1020 p., Thèse
- Alexandra Bidet, L'engagement dans le travail. Qu'est-ce que le vrai boulot?, Paris, PUF, Le lien social, 2011, 416 p.
- Alexandra Bidet, Anni Borzeix, Thierry Pillon, Gwenaële Rot et François Vatin, Sociologie du travail et activité (coll), Toulouse, Octarès, 2006
- Alexandra Bidet, Thierry Pillon et François Vatin, Sociologie du travail, Paris, Montchrestien, 2000, 437 p.
- Alexandra Bidet, « Activité », dans Bevort Antoine, Jobert Annette, Lallement Michel, Mias Arnaud, Dictionnaire du travail, Paris, PUF, 2012, p. 6-12
- Alexandra Bidet et François Vatin, « Acteur et mesure au travail », dans Philippe Steiner, François Vatin, Traité de sociologie économique, Paris, PUF, Quadrige, 2013, p. 712-747
- Maurice Blanc et Jean-François Sipp, Les métiers de la ville et du développement social urbain : rapport pour la délégation interministérielle à la ville, mars 2000, 34 p.
- Luc Boltanski et Ève Chiapello, Le nouvel esprit du capitalisme, Paris, Gallimard, coll. « NRF essais », 1999, 843 p. (ISBN 978-2-07-074995-9)
- Luc Boltanski, L'amour et la justice comme compétences : trois essais de sociologie de l'action, Paris, Métailié, 1990, 381 p.
- Luc Boltanski et Laurent Thevenot, « Les économies de la grandeur », Cahiers d’études du centre de l’emploi, PUF,‎ 1987
- Annie Borzeix, « Qualité et bienveillance, l'épreuve de l'étranger », dans Joseph Isaac, Jeannot Gilles, Métiers du public, les compétences de l'agent et l'espace de l'usager, Paris, CNRS éditions, 1995, p. 87-123
- Paul Bouffartigue, Charles Gadea, Sociologie des cadres, Paris, La Découverte, coll. Repères, 2000.
- Pierre Bourdieu (dir.), La misère du monde, Seuil, coll. « Points essais », 2007 (1re éd. 1993), 1460 p. (ISBN 978-2-02-092092-6)
- M. Bourjol, Les biens communaux, Paris, LGDJ, 1989
- Valérie Boussard, « Quand les règles s’incarnent. L’exemple des indicateurs prégnants », Sociologie du Travail, vol. 43, no 4,‎ 2001, p. 533-551
- Claude Brévan et Paul Picard, Une nouvelle ambition pour les villes, de nouvelles frontières pour les métiers : Rapport à Monsieur Claude Bartolone, Ministre délégué à la ville, septembre 2000
- (en) A. Broderick, The French Institutionalism : Maurice Hauriou, Georges Renard, Joseph T. Delos, Cambridge (Massachusetts), Harvard University Press, 1970
- (en) Jeffrey L. Brudney et R.E. England, « Toward a Definition of the Coproduction Concept », Public Administration Review,‎ janvier-février 1983, p. 59-69

### C
- A. Camus, Ph. Corcuff et C. Lafaye, « Entre le local et le national : des cas d'innovation dans les services publics », Revue française des affaires sociales, no 3,‎ 1993, p. 17-47
- Robert Castel, « Savoir d'expertise et production de normes », dans François Chazel et Jacques Commaille (éd.), Normes juridiques et régulation sociale, Paris, LGDJ, 1991, p. 177-188
- Robert Castel, Les métamorphoses de la question sociale. Une chronique du salariat, Paris, Fayard, 1995, 490 p.
- Florent Champy, La sociologie des professions, Paris, PUF, 2009
- Florent Champy, Nouvelle théorie sociologique des professions, Paris, PUF, 2011
- Francis Chateauraynaud, « Les médecins et les techniques de soins non allopathiques. Modes d'installation et formes de capital thérapeutique », Sciences Sociales et Santé, vol. IV, nos 3-4,‎ novembre 1986, p. 5-49
- Francis Chateauraynaud, « La construction des défaillances sur les lieux de travail », dans Luc Boltanski et Laurent Thévenot (dir.), Justesse et justice dans le travail, Paris, PUF, 1989, p. 247-280
- Francis Chateauraynaud, La faute professionnelle. Une sociologie des conflits de responsabilité, Paris, Métailié, 1991
- Francis Chateauraynaud, « Vigilance et transformation. Présence corporelle et responsabilité dans la conduite des dispositifs techniques », Réseaux, no 85,‎ septembre-octobre 1997, p. 101-127
- Francis Chateauraynaud, « Processus d’alerte et relations professionnelles. L’apport des nouvelles sociologies du risque à l’analyse du travail », dans François Hubault (dir.), Travailler, une expérience quotidienne du risque ?, Toulouse, Octarès, 2004
- Francis Chateauraynaud, « Les asymétries de prises. Des formes de pouvoir dans un monde en réseau », Documents de recherche du GSPR, Paris,‎ mars 2006
- Francis Chateauraynaud et Patrick Trabal, « Des vigiles invisibles. Les administrateurs-réseaux et la sécurité informatique », Annales des Télécommunications,‎ novembre-décembre 2007
- Kostas Chatzis, « De Pierce à Rorty : un siècle de pragmatisme », Les Annales des ponts et chaussées, no 75,‎ 1995, p. 61-72
- Jacques Chevallier, « L'administration face au public », dans La communication administration-administrés, Paris, PUF, 1983, p. 13-60
- Jacques Chevallier, « La juridicisation des préceptes managériaux », Politiques et management public, no 4,‎ 1993, p. 111-134
- Yves Clot, La fonction psychologique du travail, Paris, PUF, 1999, 243 p.
- Yves Clot, Le travail sans l'homme ? Pour une psychologie des milieux de travail et de vie, Paris, La Découverte, 1998 (1re éd. 1991), 275 p.
- Franck Cochoy, Jean-Pierre Garel et Gilbert De Terssac, « Comment l’écrit travaille l’organisation : le cas des normes ISO 900 », Revue française de sociologie, vol. XXXIX, no 4,‎ 1998, p. 673-699
- (en) M. D. Cohen, J. G. March et J. P. Olsen, « A Garbage Can Model of Organizational Choice », Administrative Science Quaterly, no 17,‎ 1972, p. 1-25
- Bernard Conein, « Éthologie et sociologie, la contribution de l'éthologie à la théorie de l'interaction sociale », Revue Française de sociologie, vol. XXXIII, no 1,‎ 1992, p. 87-104
- Bernard Conein, « La notion de routine : problèmes de définition », Sociologie du travail, no 4,‎ 1998, p. 479-489
- Philippe Corcuff, Claudette Lafaye, Gilles Jeannot (éd.) et Michel Péraldi (éd.), « La traduction comme compétence », Dossiers des séminaires techniques territoires et sociétés, nos 15-16 « L'envers des métiers : compétences politiques et pratiques professionnelles dans les directions départementales de l'Équipement »,‎ 1991, p. 19-38
- Philippe Corcuff, « Théorie de la pratique et sociologies de l'action. Anciens problèmes et nouveaux horizons à partir de Bourdieu », Actuel Marx, no 20,‎ 1996, p. 27-38
- Olivier Cousin, « Les mutations du travail social : des transformations du public aux changements dans les modes de prise en charge », Sociologie du travail, no 2,‎ 1996, p. 141-161
- Olivier Coutard (éd.), Le bricolage organisationnel, crise des cadres hiérarchiques et innovations dans la gestion des entreprises et des territoires, Paris, Elsevier, 2001, 150 p.
- Olivier Coutard, « Les droits à l'eau et à l'énergie en France : à propos de quelques évolutions récentes », dans Nicole May, Pierre Veltz, Josée Landrieu, Thérèse Spector (dir.), La ville éclatée, Éditions de l'Aube, 1998, p. 143-157
- Michel Crozier et Erhard Friedberg, L'acteur et le système : Les contraintes de l'action collective, Paris, Seuil, 1992
- Michel Crozier, Le phénomène bureaucratique, Paris, Seuil, 1963
- Jacques De Bandt et Jean Gadrey, Relations de services, marchés de services, Paris, CNRS éditions, 1994, 360 p.
- Frédéric De Coninck, « La mise en intrigue de temporalités hétérogènes : de la gestion de la production à la gestion de l'emploi et des compétences », dans Laurence Coutrot, Claude Dubar, Cheminements professionnels et mobilités sociales, Paris, La Documentation Française, 1992, p. 359-369
- Frédéric De Coninck, L'homme flexible et ses appartenances, L'Harmattan, 2001, 176 p.
- Frédéric De Coninck, « Crise de la rationalité industrielle et transformation de la prescription, une étude de cas », Sociologie du travail, vol. 4, no 1,‎ 2005, p. 77-87

### D
- Jean De Munck, L'institution sociale de l'esprit, Paris, PUF, 1999, 201 p.
- Jean De Munck, La médiation en perspective, Université de Louvain-la-Neuve, coll. « Les Carnets du centre de philosophie du droit », 1993
- Christophe Dejours, Le facteur humain, Paris, PUF, coll. « Que sais-je ? », 1995
- Christophe Dejours et Pascale Molinier, « Le travail comme énigme », Sociologie du travail, no Hors-série,‎ 1994, p. 35-44
- Gilles Deleuze, Logique du sens, Paris, Les Éditions de Minuit, 1969, 392 p.
- Lise Demailly, Le collège : crise, mythe et métiers, Lille, Presses Universitaires de Lille, 1991, 373 p.
- D. Demazière et D. Mercier, « La tournée des facteurs ? Normes gestionnaires, régulations collectives et stratégies d’activité », Sociologie du travail, vol. 45, no 2,‎ 2003, p. 237-258
- Luc Deroche et Gilles Jeannot, L'action publique au travail, Toulouse, Octares, 2004, 253 p.
- (en) John Dewey, Art as Experience, New York, Minton Balch and Co., 1934
- Dewey John, The Public and its Problem, London George Allen and unwin ltd, 1927, 224 p.
- Nicolas Dodier, « Agir dans plusieurs mondes », Critiques, nos 529-530,‎ juin-juillet 1991, p. 427-458
- Nicolas Dodier, « Le travail d'accommodation des inspecteurs du travail en matière de sécurité », dans Luc Boltanski et Laurent Thévenot (éds.), Justesse et justice dans le travail, Paris, PUF, 1989, p. 281-306
- Jacques Donzelot, L’invention du social, essai sur le déclin des passions politiques, Paris, Fayard, 1984, 263 p.
- Jacques Donzelot et Philippe Estèbe, L'État animateur, essai sur la politique de la ville, Paris, Esprit, 1994, 238 p.
- Jacques Donzelot et Anne Wyvekens, « Magistrature sociale et souci du territoire : les groupes locaux de traitement de la délinquance (GTLD) », Cahiers de la sécurité intérieure, no 33,‎ 1998, p. 149-174
- François Dosse, L'empire du sens, l'humanisation des sciences humaines, Paris, La Découverte, 1995, 432 p.
- Christine Dourlens, « Action collective, engagements privés : la régulation par les chartes », dans André Micoud et Michel Péroni (éds.), Ce qui nous relie, La tour d'Aigues, l'Aube, 1999, p. 317-332
- Christine Dourlens, « Le pragmatisme dans l'action publique aujourd'hui », Les Annales des ponts et chaussées, no 75,‎ 1995, p. 25-32
- Christine Dourlens et Pierre-A. Vidal-Naquet, L'autorité comme prestation : la justice et la police dans la politique de la ville, Aix-en-Provence, CERPE, 1993, 189 p.
- Vincent Dubois, La vie au guichet : relation administrative et traitement de la misère, Paris, Economica, 2003, 202 p.
- Claude Dubar et Pierre Tripier, Sociologie des professions, Paris, Armand Colin, 1998, 256 p.
- François Dubet, Le déclin de l'institution, l'expérience du travail sur autrui, Ministère de la recherche, 2002, 366 p.
- François Dubet, Sociologie de l'expérience, Seuil, 1994, 273 p.
- Serge Dufoulon, Les gars de la marine. Ethnologie d'un navire de guerre, Paris, Métailié, 1998, 300 p.
- Serge Dufoulon, P. Trompette et J. Saglio, « Marins et sociologues à bord du Georges Leygues : interactions de recherche », Sociologie du Travail, vol. 41, no 1,‎ janvier-mars 1999, p. 5-23
- Léon Duguit, Le droit social, le droit individuel et la transformation de l'État, Paris, Alcan, 1908
- Marie-Anne Dujarier, L'idéal au travail, Paris, Presses Universitaires de France, 2006
- Patrice Duran, Penser l'action publique, Paris, LGDJ, 1999, 212 p.
- Patrice Duran et Jean-Claude Thoenig, « L'État et la gestion publique territoriale », Revue française de sciences politique, vol. 46, no 4,‎ 1996, p. 580-622
- Émile Durkheim, « Introduction à la morale », dans Textes volume 2 - Religion, morale, anomie, Édition de minuit, coll. « Le sens commun », 1975 (1re éd. 1917), 508 p. (lire en ligne)
- Ronald Dworkin, L'empire du droit, Paris, PUF, 1994 (1re éd. 1986), 46 p.

### E
- François Eymard-Duvernay et Emmanuelle Marchal, « Les règles en action : entre une organisation et ses usagers », Revue française de sociologie, vol. XXXV,‎ 1994, p. 5-36
- Corine Eyraud, « Pour une approche sociologique de la comptabilité. Réflexion à partir de la réforme comptable chinoise », Sociologie du travail, no 45,‎ 2003, p. 491-508

### F
- A. Faure, Le village et la politique. Essai sur les maires ruraux en action, Paris, L’Harmattan, 1992
- Daniel Filatre, Gilbert de Terssac et al., Les dynamiques intermédiaires au cœur de l'action publique, Toulouse, Octares, 2005
- (en) Franck Fischer (éd.) et John Forester (éd.), The Argumentative Turn in Policy Analysis and Planning, Londres, UCL Press, 1993, 327 p.
- (en) John Forester, Critical Theory, public Policy and Planning Practice, Toward a Critical Pragmatism, State University of New York, 1993, 203 p.
- John Forester, « De l'anticipation dans l'analyse urbaine : les pratiques normatives », Les Annales de la recherche urbaine, nos 44-45,‎ 1989, p. 7-14
- (en) Eliot Freidson, Professionalism, the Third Logic : on the Practice of Knowledge, Chicago, The University of Chicago Press, 2001, 251 p.
- Robert Fraisse (éd.) et Catherine Grémion (éd.), Le service public en recherche. Quelle modernisation ?, Paris, La Documentation Française, 1996
- Charles Gadea, "Les cadres en France. Une énigme sociologique", Paris, Belin, 2003.

### G
- - Hans-Georg Gadamer, Vérité et méthode : les grandes lignes d'une herméneutique philosophique, Paris, Seuil, coll. « L'ordre philosophique », 2005 (1re éd. 1960), 533 p. (ISBN 978-2-02-019402-0)Jean Gadrey, « Le service n'est pas un produit : quelques implications pour l'analyse économique et pour la gestion », dans Actes du colloque : À quoi servent les usagers ?, t. 4, RATP, 1991, p. 2-27
- Jean Gadrey, Faïz Gallouj et Edwige Ghillebaert, « Analyser les prestations de cohésion sociale "hors cadre" des services publics et leur coût : le cas des relations de guichet à La Poste », Politiques et management public, vol. 15, no 4,‎ 1997, p. 119-144
- Dominique Gatto et Jean-Claude Thoenig, La sécurité publique à l'épreuve du terrain, le policier, le magistrat et le préfet, Paris, L'Harmattan, 1993, 231 p.
- Jean-Pierre Gaudin, « Métiers de la ville : la question de la professionnalisation », Les Annales de la recherche urbaine, no 88,‎ 2000, p. 145-148
- Jean-Pierre Gaudin, Gouverner par contrat : l'action publique en question, Paris, Presses de Sciences Po, 1999, 233 p.
- Jacques Gautrat, Marie-France Gounouf et Jean-Louis Laville, « Le service public au défi du social », Travaux sociologiques du LSCI, Iresco CNRS, no 41,‎ 1994
- (en) Harold Garfinkel, Studies in Ethnomethodology, Englewood Cliffs (New Jersey), Prentice Hall (1re éd. 1967)

- (en) Erving Goffman, « The Interaction Order », American Sociological Review, no 48,‎ 1983, p. 1-17
- Catherine Grémion et Christian Mouhanna, Le sous-préfet à la ville, Paris, L'Harmattan, 1995, 174 p.
- Pierre Grémion, Le pouvoir périphérique, bureaucrates et notables dans le système politique français, Paris, Seuil, 1976, 477 p.
- (en) Charles T. Goodsell (éd.), The Public Encounter : where state and citizen meet, Bloomington (Iindiana), Indiana University Press, 1980
- (de) Dieter Grunow et Birgit Nothbaum-Leiding, Burgernahe Verwaltung : Theorie, Empirie, Praxismodelle, Norbert Wohlfahrt Book, 1988
- Madeleine Guilbert, Les fonctions des femmes dans l'industrie, Paris, Mouton, 1966, 393 p.

### H
- Jürgen Habermas, Droit et démocratie, Paris, Gallimard, 1997 (1re éd. 1992), 551 p.
- Maurice Halbwachs, Les cadres sociaux de la mémoire, Paris - La Haye, Mouton, 1976 (1re éd. 1925), 298 p.
- Maurice Hauriou, « La théorie de l'institution et de la fondation (essai de vitalisme social) », Les cahiers de la nouvelle journée, no 23 « Aux sources du droit, le pouvoir, l'ordre et la liberté »,‎ 1925 rééd. 1933, p. 89-128
- Maurice Hauriou, Le droit social, le droit individuel et la transformation de l'État, Paris, Alcan, 1908
- François Héran, « La seconde nature de l’habitus, tradition philosophique et sens commun dans le langage sociologique », Revue française de sociologie, no XXVIII,‎ 1987, p. 385-416
- François Hochereau, « L'évolution de la fonction commerciale à France Télécom (1978-1998) à travers son informatisation », dans Luc Deroche et Gilles Jeannot, L'action publique au travail, Toulouse, Octares, 2004, p. 17-24
- (en) E.C. Hughes, « The Humble and the Proud : the Comparative Study of Occupations », The Sociological Quaterly, vol. 9, no 2,‎ 1970, p. 147-156

### I
- Jacques Ion, La fin des militants ?, Paris, Les éditions de l'Atelier, 1997, 124 p.
- Jacques Ion, Le travail social à l'épreuve du territoire, Toulouse, Privat, 1990, 172 p.
- Jacques Ion, Le travail social au singulier, Paris, Dunod, 1998
- Jacques Ion et Michel Péroni (éd.), Engagement public et exposition de la personne, L'aube, 1997, 270 p.

### J
- Marcel Jaeger, L'articulation du sanitaire et du social, travail social et psychiatrie, Paris, Dunod, 2000, 172 p.
- Haroun Jamous, Sociologie de la décision : la réforme des études médicales et des structures hospitalières, Paris, Éditions du CNRS, 1969
- Gilles Jeannot, Du travail des agents au droit des usagers, la relation de service dans le secteur public, t. 2, RATP - DRI, coll. « Plan urbain », 1991, 401 p.
- Gilles Jeannot, « Faire du général avec du singulier, les chefs de services d'une DDE et l'aménagement », Les Annales de la recherche urbaine, no 88,‎ 2000, p. 49-57
- Gilles Jeannot, « Les métiers flous du développement rural », Sociologie du travail, vol. 47, no 1,‎ 2005, p. 17-35
- Alain Jeantet, « Les objets intermédiaires dans les processus de conception des produits », Sociologie du travail,‎ 1998, p. 291-316
- Aurélie Jeantet, « "À votre service" La relation de service comme rapport social », Sociologie du travail, no 45,‎ 2003, p. 191-209
- Hans Joas, La créativité de l'agir, Paris, Les éditions du Cerf, 1999 (1re éd. 1992), 306 p.
- (en) Hans Joas, Pragmatism and Social Theory, Chicago, The University of Chicago Press, 1993, 272 p.
- (en) H. Thomas Johnson et Robert S. Kaplan, Relevance lost, The Rise and Fall of Management Accounting, Boston, Harvard Business School, 1987, 269 p.
- Isaac Joseph, « Sans domicile fixe dans l’espace public, contextes et catégories de l’action », Séminaire accessibilité et situations d’urgence, RATP,‎ 17 et 22 mai 1992, p. 5-10
- Isaac Joseph, « La relation de service, les interactions entre agents et voyageurs », Les Annales de la recherche urbaine, no 39,‎ 1988, p. 43-55
- Isaac Joseph et Anni Borzeix, « La journée sans voiture de La Rochelle ou la démocratie au cas par cas », Les Annales de la recherche urbaine, nos 80-81,‎ 1998, p. 189-196
- Isaac Joseph et Gilles Jeannot, Métiers du public, les compétences de l'agent et l'espace de l'usager, Paris, CNRS éditions, 1995, 347 p.
- Isaac Joseph, « Moments d'action et régimes de disponibilité », Éducation permanente, no 137,‎ 1998, p. 34-44

### K
- (en) R.L. Kahn, D.M. Wolfe, R.P. Quinn, J.D. Snoek et R.A. Rosenthal, Organizational stress : studies in role conflict and ambiguity, New York, John Wiley, 1964
- Lucien Karpik, Les avocats, entre l'État, le public et le marché, Paris, Gallimard, 1995, 482 p.
- (en) Elihu Katz et Brenda Danet, « Communication between bureaucracy and the public. A review of the literature », dans Itiel De Sola Poo et alii, Handbook of communication, Chicago, Rand Mac Mally, 1973
- (en) Rudolf Klein et Patricia Day, Accountabilities five public services, Londres - New York, Tavistock publications, 1987

### L
- Chantal Labruyère, « La professionnalisation des emplois de service », dans Édith Heurgon et Nikolas Stathopoulos Nikolas, Les métiers de la ville, La tour d'Aigues, L'Aube, 1999
- (en) Martin Laffin, « The professions in the contemporary public sector », dans Martin Laffin (éd.), Beyond bureaucracy? The professions in the public sector, Aldershot, Ashgate, 1998
- Pierre Lascoumes et Jean Pierre Le Bourhis, « Le bien commun comme construit territorial, identités d'action et procédures », Politix, no 42,‎ 1998, p. 37-66
- Pierre Lascoumes et Jean Pierre Le Bourhis, « Des "passes-droits" aux passes du droit : La mise en œuvre sociojuridique de l'action publique », Droit et société, no 32,‎ 1996, p. 51-73
- Pierre Lascoumes, « La formalisation juridique du risque industriel en matière de protection de l'environnement », Sociologie du travail, no 3,‎ 1989, p. 315-333
- Pierre Lascoumes et Évelyne Serverin, « Théories et pratiques de l'effectivité du droit », Droit et société, no 2,‎ 1986, p. 127-150
- Pierre Lascoumes et Jean Pierre Le Bourhis, L'environnement ou l'administration des possibles, la création des directions régionales de l'environnement, Paris, L'Harmattan, 1997, 253 p.
- Bruno Latour, Politiques de la nature, comment faire entrer les sciences en démocratie, La Découverte, 1999, 382 p.
- Jean-Louis Laville, « De la sociologie des organisations à la sociologie des institutions ? : l'exemple de la modernisation du service public social », Cahiers Lillois d'économie et de sociologie, no 29,‎ janvier/juin 1997, p. 109-122
- Yannick Lemarchand, Du dépérissement à l'amortissement : Enquête sur l'histoire d'un concept et de sa traduction comptable, Nantes, Ouest éditions 1993
- (en) Allan W. Lerner et John Wanat, « Fuzzyness and bureaucracy », Public administration review, no 6,‎ 1983, p. 500-509
- (en) Michael Lipsky, Street Level Bureaucracy : Dilemnas of the individual in Public services, New York, Russel Sage Foundation, 1980
- Dominique Lorrain, « Après la décentralisation, l'action publique flexible », Sociologie du travail, no 3,‎ 1993, p. 285-307
- (de) Niklas Luhman, « Zweck – Herrschaft – System. Grunbegriffe und Prämissen Max Webers », dans Renate Mayntz (éd.), Bürokratische Organisation, Cologne, 1968, p. 36-55
- Antoine Lyon-Caen et Véronique Champeil-Desplats, Services publics et droits fondamentaux dans la construction européenne, Paris, Dalloz, 2001, 214 p.

### M
- Jacques de Maillard, « La politique de la ville en quête d'intermédiaires. Le cas des administrations territoriales de l'Etat », dans Olivier Nay et Andy Smith, Le gouvernement du compromis, Paris, Economica, 2002, p. 87-110
- Jacques de Maillard, « Les travailleurs sociaux en interaction. Politiques sociales urbaines, mobilisations des professionnels et fragmentation », Sociologie du travail, vol. 44, no 2,‎ 2002, p. 215-232
- Jacques de Maillard, « Les chefs de projet et les recompositions de l'action urbaine, un nouveau métier urbain », Les Annales de la recherche urbaine, no 88,‎ 2000, p. 6-17
- Salvatore Maugeri, Délit de gestion, Paris, La Dispute, 2001, 247 p.
- Pierre-Michel Menger, Portrait de l’artiste en travailleur. Métamorphose du capitalisme, Paris, Seuil, coll. « La république des idées », 2002, 96 p.
- André Micoud (éd.) et Michel Péroni (éd.), Ce qui nous relie, La tour d'Aigues, l'Aube, 1999, 373 p.
- Henry Mintzberg, Le manager au quotidien : les dix rôles du cadre, Paris, Les éditions d'organisation, 1984, 220 p.
- Jean-Claude Moisdon, « Appareils gestionnaires et travail ou de la lacune comme opportunité », Sociologie du travail, no hors-série,‎ 1994, p. 11-19
- Dominique Monjardet, Ce que fait la police : sociologie de la force publique, Paris, La Découverte, 1996, 316 p.
- Dominique Monjardet, « À la recherche du travail policier », Sociologie du travail, no 4,‎ 1985, p. 391-407
- Ph. Mouton, « Les collectivités territoriales et le développement social urbain : la transition du Xe au XIe Plan », Études et réflexions CNFPT, no 18,‎ octobre 1995
- Christine Musselin, « Sociologie de l'action organisée et analyse des politiques publiques : deux approches pour un même objet », Revue française de Sciences politiques, vol. 55, no 1,‎ février 2005, p. 51-72

### N
- O. Nay et A. Smith, Le gouvernement du compromis, courtiers et généralistes dans l’action publique, Paris, Economica, 2002

### O
- Jean-Marc Offner, « Le tramway Saint-Denis–Bobigny entre enjeux et usages », Les Annales de la recherche urbaine, nos 80-81,‎ 1998, p. 137-144
- F. Osty, Le désir de métier, engagement, identité et reconnaissance au travail, Rennes, Presses Universitaires de Rennes, 2003

### P
- Jean-Gustave Padioleau, « Individualismes et institutionnalismes méthodologiques », Analyses de la SEDEIS, no 90,‎ 1992, p. 21-27
- Jean-Gustave Padioleau, Le réformisme pervers : le cas des sapeurs pompiers, Paris, PUF, 2002, 211 p.
- Jean-Gustave Padioleau, « L'action publique post-moderne : le gouvernement politique des risques », Politiques et management public, vol. 17, no 4,‎ décembre 1999, p. 85-127
- F. Pallez et F. Aggeri, « Les nouvelles figures de l’État dans les mutations industrielles », Cahiers du CGS, no 20,‎ 2002
- Catherine Paradeise, « Usages et marché », dans Michel Chauvière et Jacques Godbout, Les usagers entre marché et citoyenneté, Paris, L’Harmattan, 1992, p. 191-205
- Michel Péraldi, « Le cycle du fusible. Jalons pour une histoire sociale du DSU à Marseille », Les Annales de la recherche urbaine, nos 68-69,‎ 1995, p. 69-73
- F. Piotet (dir.), La révolution des métiers, Paris, PUF, 2002
- (en) Michael Polanyi, Personal Knowledge, Toward a Post-critical Philosophy, Chicago, The University of Chicago, 1958, 428 p.
- Pommateau, Les services publics et les populations défavorisées, évaluation de la politique d'accueil, Paris, Commissariat au plan, 1993

### Q
- Louis Quéré, « La justification comme accomplissement », actes du séminaire, RATP « La relation de service dans le secteur public »,‎ 1991, p. 149-160
- Louis Quéré, « L'argument sociologique de Garfinkel », dans Isaac Joseph (dir.), Le parler frais d'Erving Goffman, Paris, Les Éditions de Minuit, coll. « Arguments », 1990 (ISBN 9782707313188)

### R
- Dominique Raynaud, « Compétences et expertise professionnelle de l’architecte dans le travail de conception », Sociologie du travail, no 43,‎ 2001, p. 451-469
- Georges Renard, La théorie de l'institution : essai d'ontologie juridique, Paris, Sirey, 1930, 639 p.
- Denis Ruellan, Le professionnalisme du flou, identité et savoir-faire des journalistes français, Grenoble, Presses Universitaires de Grenoble, 1993, 240 p.
- Gwenaële Rot, Sociologie de l'atelier. Renault, le travail ouvrier, le sociologue, Toulouse, Octarès, 2006, 240 p.

### S
- J. Saglio, P. Trompette et S. Dufoulon, « Relations d'emploi et organisation : le travail sur un bateau de guerre », Les Champs de Mars - (C2SD), Paris, La Documentation Française, no 1,‎ 1996, p. 97-129
- Jean-Baptiste Say, Cours complet d'économie politique, Guillaumin, 1840
- Isabelle Sayn, Enfants à charge et parents isolés ou les difficultés de mise en œuvre des critères de fait, Paris, CNAF, 1996
- (en) Donald A. Schön, The reflective practitioner, how professionals think in action, New York, Basic books, 1983, 374 p.
- (en) Joseph Aloïs Schumpeter, « The creative response in economic history », Journal of economic history,‎ novembre 1947, p. 149-159
- Joseph Aloïs Schumpeter, Théorie de l'évolution économique : recherches sur le profit, le crédit, l'intérêt et le cycle de la conjoncture, Paris, Dalloz, 1935, 586 p.
- Yves Schwartz, Travail et philosophie, convocations mutuelles, Toulouse, Octares, 1994
- Sylvie Schweitzer, Les femmes ont toujours travaillé [Texte imprimé] : une histoire de leurs métiers, XIXe et XXe siècles, Paris, Odile Jacob, 2002, 329 p. (ISBN 2-7381-1067-3, présentation en ligne)
- S. Sebillotte, « Décrire les tâches selon les objectifs des opérateurs de l'interview à la formalisation », Le travail humain, vol. 54, no 3,‎ 1991, p. 193-223
- J.-F Sipp et M. Blanc, Les métiers de la ville et du développement social urbain, Rapport pour la délégation interministérielle à la ville, 2000
- Calliope Spanou, Fonctionnaires et militants, études des rapports entre l'administration et les nouveaux mouvements sociaux, Paris, L'Harmattan, 1991, 297 p.
- Marcelle Stroobants, Sociologie du travail. Domaines et approches, Paris, Armand Colin, 2010 (3e édition)

### T
- Gilbert de Terssac, L'autonomie dans le travail, Paris, PUF, 1992
- Gilbert de Terssac et Karine Lalande, Du train à vapeur au TGV. Sociologie du travail d’organisation, Paris, PUF, 2002, 229 p.
- Gilbert de Terssac, « Vers une sociologie des activités professionnelles », Communication aux Journées de sociologie du travail, Paris,‎ 2003
- Jean-Claude Thoenig, « La relation entre le centre et la périphérie en France : une analyse systémique », Bulletin de l'institut international d'administration publique, no 36,‎ 1975, p. 77-123
- W.I. Thomas et F. Znaniecki, Le paysan polonais en Europe et en Amérique : Récit de vie d’un migrant, Paris, Nathan, 1998, 446 p.
- Jean-Claude Toubon, Le mouvement PACT, dynamique d'intervention et utilisation institutionnelle, les associations propagande et action contre les taudis et la politique de l'amélioration de l'habitat, Nanterre, Université de Paris X Nanterre, 1985, 310 p., Thèse de doctorat de 3e cycle en sociologie
- P. Trompette, Serge Dufoulon et J. Saglio, « Métiers militaires et identité féminine », Les Champs de Mars (C2SD), Paris, La Documentation Française, no 5,‎ 1er semestre 1999, p. 5-31

### V
- François Vatin, La fluidité industrielle. Essai sur la théorie de la production et le devenir du travail (préface de P. Naville), Paris, Méridiens-Klincksieck, 1987, 218 p.
- François Vatin, Le travail, sciences et sociétés. Essais d'épistémologie et de sociologie du travail, Bruxelles, Editions de l'Université de Bruxelles, 1990, 220 p.
- François Vatin, Le travail. Economie et physique. 1780-1830, Paris, PUF, Philosophies, 1990
- François Vatin, Organisation du travail et économie des entreprises. Textes choisis et présentés de F. Taylor, J. Amar, JM Lahy, H. Le Chatelier, Paris, Editions d'Organisation, 1990
- François Vatin, Traité de sociologie du travail (avec Thierry Pillon), Toulouse, Octarès, 2007, 224 p.
- François Vatin, Le salariat. Histoire, formes et perspectives (coll), Paris, La dispute, 2005
- François Vatin, Le travail et ses valeurs, Paris, Albin Michel, 2008, 224 p.
- François Vatin, Evaluer et valoriser. Une sociologie économique de la mesure (coll), Toulouse, Presses Universitaires du Mirail, 2009 (rééd augmentée, 2013)
- Pierre Veltz, Des lieux et des liens, La tour d'Aigues, L'Aube, 2002, 154 p.
- Pierre Veltz, Le nouveau monde industriel, Paris, Gallimard, 2000, 230 p.
- Dominique Vinck, « Le travail d’ingénierie », dans Guy Minguet et Christian Thuderoz, Travail, entreprise et société, manuel de sociologie pour ingénieurs et scientifiques, Paris, PUF, 2005, p. 57-67
- Lev Vitgotsky, Pensée et langage, Paris, La Dispute, 1997, 537 p.

### W
- Henri Wallon, Principes de psychologie appliquée, Paris, Armand Colin, 1930
- Philippe Warin, « L'instruction des demandes isolées de permis de construire », dans Claude Quin (éd.), L'administration de l'équipement et ses usagers, Paris, La Documentation Française, 1995, p. 193-218
- Philippe Warin, « Les relations de service comme régulations », Revue française de sociologie, no XXXIV,‎ 1993, p. 69-95
- Philippe Warin, « Les "ressortissants" dans les analyses de politiques publiques », Revue Française de Sciences Politiques, vol. 49, no 1,‎ 1999, p. 103-120
- Max Weber, L'éthique protestante et l'esprit du capitalisme, Paris, Flammarion, coll. « Champs », 2001 (1re éd. 1905), 394 p.
- Max Weber, Histoire économique, esquisse d’une histoire universelle de l’économie et de la société, Paris, Gallimard, 1991, 431 p.
- Max Weber, Sur le travail industriel, Bruxelles, Editions de l'université de Bruxelles, 2012
- Jean-Marc Weller, « Le mensonge d'Ernest Cigare : problèmes épistémologiques et méthodologiques à propos de l'identité », Sociologie du travail, vol. 36, no 1,‎ 1994, p. 25-42
- Jean-Marc Weller, « La modernisation des services publics par l'usager : une revue de la littérature (1986-1996) », Sociologie du travail, no 3,‎ 1998, p. 365-392
- Jean-Marc Weller, « Stress relationnel et distance au public. De la relation de service à la relation d'aide », Sociologie du travail, vol. 44,‎ 2002, p. 75-97
- Jean-Marc Weller, L'État au guichet, sociologie cognitive du travail et modernisation administrative des services publics, Paris, Desclée de Brouwer, 1999, 255 p.
- Anne Wievekens, « Le souci du territoire, les groupes locaux de traitement de la délinquance », Les Annales de la recherche urbaine, nos 83-84,‎ 1999, p. 81-88

### Z
- Philippe Zarifian, « Événement et sens donné au travail », dans Gilles Jeannot et Pierre Veltz (éds.), Le travail entre l'entreprise et la cité, La tour d'Aigues, L'aube, 2001, 301 p., p. 109-123
- Philippe Zarifian, Éloge de la civilité, Paris, L'Harmattan, 1997
- Philippe Zarifian, Le travail et l'événement, Paris, L'Harmattan, 1995